# Eric Adjetey Anang
Eric Adjetey Anang jest artystą rzeźbiarzem urodzonym w 1985 w Teshie w Ghanie, gdzie mieszka i pracuje.

## Życiorys
W 2001, wraz z muzeum Gidan Makama z Kano w Nigerii oraz z Alliance française Eric Adjetey Anang realizuje projekt edukacyjny przedstawiający symboliczne trumny.
W 2005, po ukończonej szkole średniej, przejmuje warsztat Kane Kwei założony przez jego dziadka w latach 1922-1992. Na przestrzeni kilku lat, Eric staje się jednym z najbardziej znanych artystów - twórców fantazyjnych trumien w Ghanie.
W 2009, Eric Adjetey Anang i jego działa zostają gwiazdami klipu promującego napój energetyczny Aquarius na rynku hiszpańskim. W tym samym roku Eric uczestniczy też w projekcie Boulevard Amandla w Antwerpii, Belgia i organizuje rezydencje dla nauczyciela-artysty Pana Michael Desforest latem 2009 w ramach współpracy z Oregon College of Art & Craft de Portland (USA).

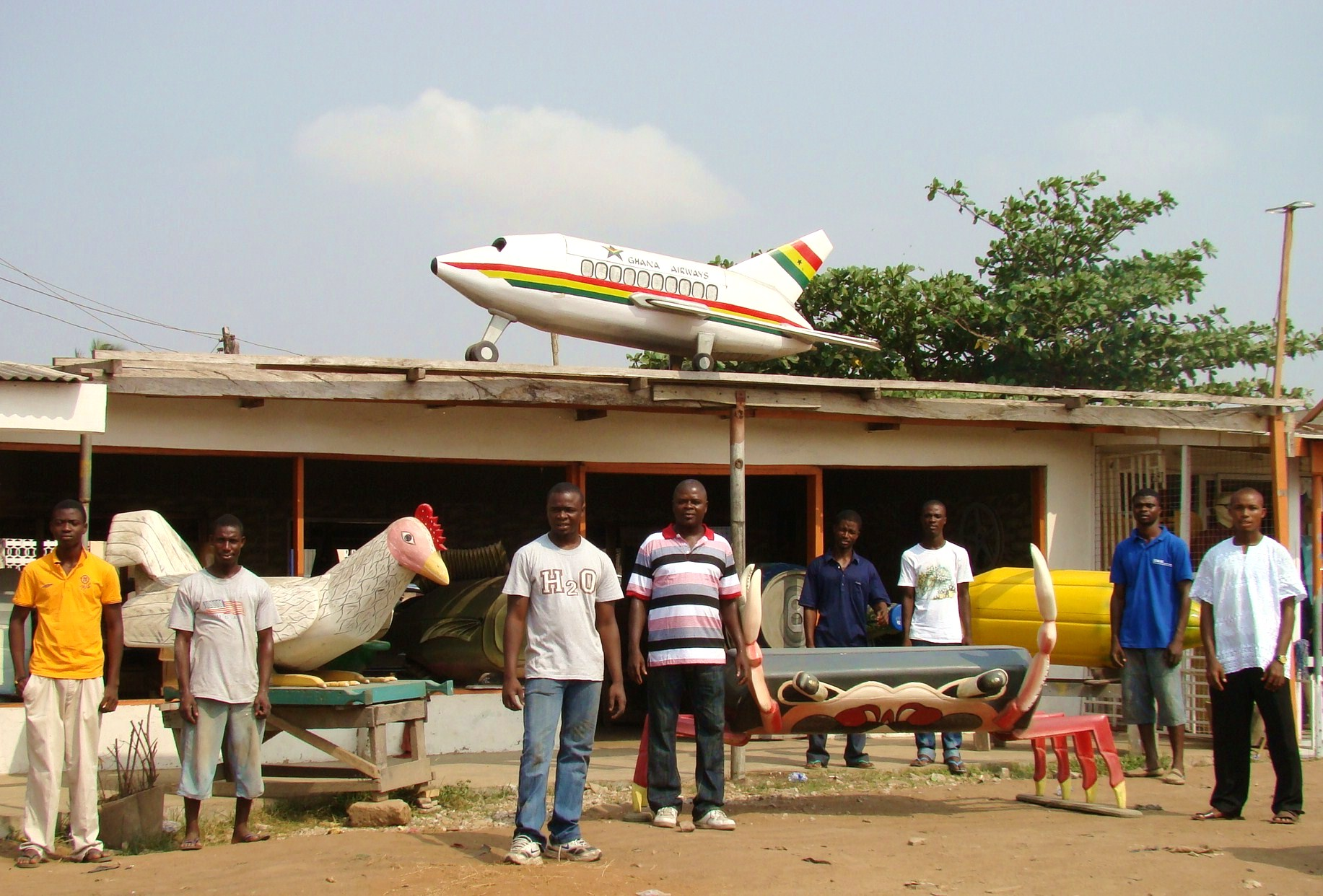
Kane Kwei Kane Warsztaty stolarskie

W styczniu 2010, Eric bierze udział w projekcie Please do not move! w Teshie, Ghana prowadzonym przez francuskiego fotografa Guy Hersant. Pod koniec 2010 roku, rzeźbiarz reprezentuje Ghanejskich dizajnerow na Festiwalu Czarnej Sztuki Festival mondial des Arts nègres w Dakarze (Senegal).
Artysta jest również zaangażowany w prace antropologiczne dotyczące grupy etnicznej peuple Ga i współpracuje z Robertą Bonetti na Wydziale Historii i Antropolodii Uniwersytetu Bolońskiego l'Université de Bologne we Włoszech.
Eric Adjetey Anang w wieku 24 lat, został przedstawiony przez Jean-Christophe Servant jako "model dla afrykańskiej młodzieży miejskiej " w gazecie Monde Diplomatique.
Praca Eric'a jest obecna w publicznych i prywatnych kolekcjach w Europie, USA i Kanadzie. Może być porównywana do konceptu sztuki efemerycznej.
Eric Adjetey Anang jest członkiem fundacji Foundation for Contemporary Art (Ghana) od 2007 i Stowarzyszenia Autorów Sztuk Graficznych i Plastycznych ADAGP od 2010.